# こもりけい
こもり けいは日本のイラストレーター。埼玉県出身。

## 来歴
「けもこも屋」という名の同人サークルで活動していたが、2008年に発売されたアダルトゲームブランドのRicotta処女作『プリンセスラバー!』にて商業作品デビューした。
小学生の時には『SDガンダム』などのイラストを描いていた。中学時代は漫画・アニメから遠ざかっていたが、高校時代に『マクロス7』を観た事をきっかけに再び興味を持つようになる。現在でもマクロスシリーズのファンであり『マクロスF』なども鑑賞している。その後、大学時代に所属していたパソコン研究会で同人誌を描いている友人に出会ったことが、本格的に活動するきっかけとなった。
影響を受けた原画家は『With You 〜みつめていたい〜』を担当した橋本タカシ、同人誌に関しては七瀬葵を挙げている 。ペンネームの「こもり」というのは「弱そうな苗字を付けたかったから」と理由で命名された。

## 担当作品

### ゲーム原画
- まなかでぽよぽよ（けもこも屋、2006年8月13日発売、『ToHeart2』の「小牧愛佳」を扱った同人ゲーム）
- プリンセスラバー!（Ricotta、2008年6月27日発売）
- ワルキューレロマンツェ 少女騎士物語（Ricotta、2011年10月28日）

### その他
- PUSH!!イラストワークスセレクション（2008年10月22日発売、ISBN 9784903491851、表紙イラスト担当）
- TVアニメ『ましろ色シンフォニー -The color of lovers-』第08話 エンドカードイラスト

## 参考資料
- PC Angel neo 2008年8月号 P.227-229「Creator Interview こもりけい」